# (1064) Aethusa
(1064) Aethusa ist ein Asteroid des Hauptgürtels, der am 2. August 1926 vom deutschen Astronomen Karl Wilhelm Reinmuth in Heidelberg entdeckt wurde. Er wurde nach der Hundspetersilie benannt.